# Commission de la capitale nationale du Québec
Cet article concerne la commission relevant du gouvernement du Québec, en lien avec la ville de Québec. Pour la commission relevant du gouvernement fédéral canadien, en lien avec la ville d'Ottawa, voir Commission de la capitale nationale (Canada).
La Commission de la capitale nationale du Québec est un organisme public et mandataire du gouvernement du Québec sous la responsabilité du ministre responsable de la région de la Capitale-Nationale.
Créée en 1995 par l’Assemblée nationale, la Commission de la capitale nationale du Québec s'acquitte d'une triple mission à l’égard de la ville de Québec : contribuer à son aménagement et à son embellissement, en faire la promotion, par un programme varié d’activités de découverte et de commémoration, et conseiller le gouvernement du Québec sur la mise en valeur de son statut.

## Membres
La Commission est administrée par un conseil d'administration composé de 13 membres nommés par le gouvernement et représentant divers milieux de la société québécoise.

## Mandats
Le rôle de l'organisation est clairement défini dans la Loi sur la Commission de la capitale nationale (L.R.Q., c. C-33.1), laquelle a été modifiée en décembre 2001. Ainsi, la commission « veille à ce que la capitale soit aménagée et développée en mettant en valeur ses attributs de lieu central d'exercice du pouvoir politique et administratif et de symbole national de rassemblement de tous les citoyens du Québec. Elle en assure également la promotion. »

### Aménagement
Par cette fonction, la commission contribue sur le territoire de la Communauté métropolitaine de Québec à :
- l'aménagement et l'amélioration des édifices et équipements majeurs qui caractérisent une capitale;
- l'établissement de places, de parcs et jardins, de promenades, de monuments et œuvres d'art;
- l'amélioration de la qualité de l'architecture et du paysage;
- la conservation, la mise en valeur et l'accessibilité de places, de parcs et jardins, de promenades et voies publiques de même que de sites, ouvrages, monuments et biens historiques assurant l'embellissement ou le rayonnement de la capitale;
- la réalisation de travaux destinés à améliorer l'accès à la capitale.

### Promouvoir
À l'échelle du Québec, la commission contribue à l'organisation et à la promotion d'activités et de manifestations à caractère historique, culturel et social qui visent à mettre en valeur la capitale.
La commission a aussi pour mandat de contribuer à développer le sentiment de fierté et d'appartenance de tous les Québécois à l'endroit de leur capitale, que ce soit en organisant des événements, en soutenant des circuits de découverte ou en accroissant et en diffusant la connaissance historique sur Québec. À cet effet, elle met en œuvre un vaste programme de promotion et de communication qui vise à faire découvrir, connaître et aimer la ville.

### Conseiller
La commission est chargée de conseiller le gouvernement, notamment sur :
- la localisation des bureaux et des effectifs du gouvernement, de ses ministères et de tout organisme gouvernemental;
- la construction, la conservation, l'aménagement et le développement, sur le territoire de la Communauté métropolitaine de Québec, des immeubles où logent le gouvernement, ses ministères et tout organisme gouvernemental;
- l'aménagement, sur le territoire de la CMQ, des infrastructures de transport et de communication qui donnent accès à la capitale, la désignation des parcours cérémoniels, la localisation des missions diplomatiques et des organisations internationales et les conditions d'une présence internationale.

Cette fonction-conseil s'appuie sur des études récurrentes concernant, d'une part, le profil socioéconomique de l'agglomération et, d'autre part, la localisation de l'effectif, des dirigeants et des bureaux centraux des ministères et des sièges sociaux des organismes gouvernementaux. Elle s'appuie également sur une veille à l'égard des retombées économiques de la présence des institutions de l'État dans la capitale.

## Quelques réalisations

### Places publiques

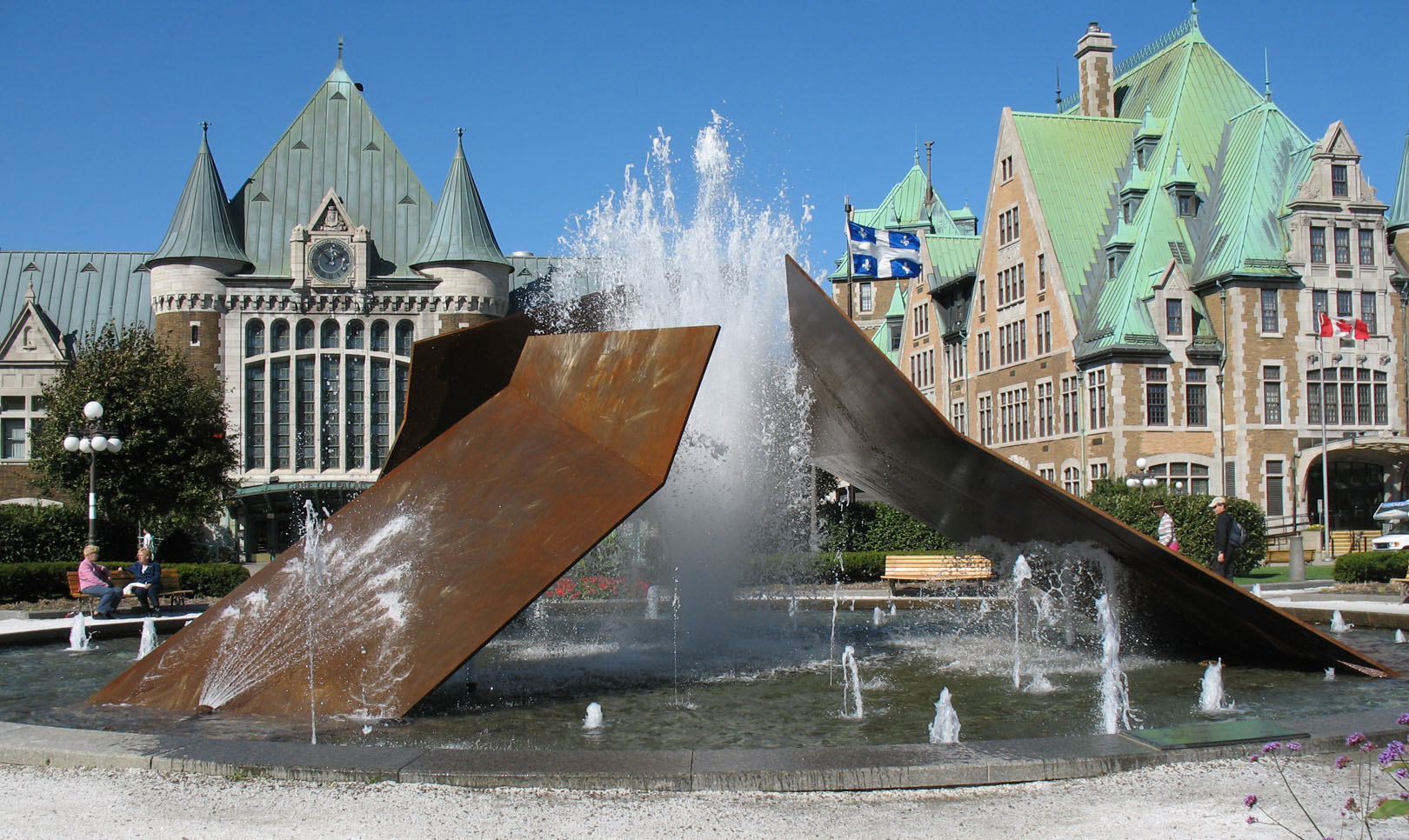
La gare du Palais et la fontaine de Charles Daudelin

La Commission participe à divers projets sur différentes places publiques de la capitale.
- Espace Saint-Louis (1998)
- Place de L'Institut-Canadien (2000)
- Chaussée des Écossais (2000)
- Place de la Gare du Palais (2000)
- Parvis de l'église de Saint-Jean-Baptiste (2001)
- Cour du Séminaire de Québec (2003)
- Place de l'Université-du-Québec (2003)
- Parvis de l'église Saint-Roch (2005)
- Place du 375e de Beauport (2009)
- Réfection des aménagements à la périphérie des édifices Jean-Antoine-Panet et André-Laurendeau
- Place des Canotiers (2017)

### Parcs et espaces verts

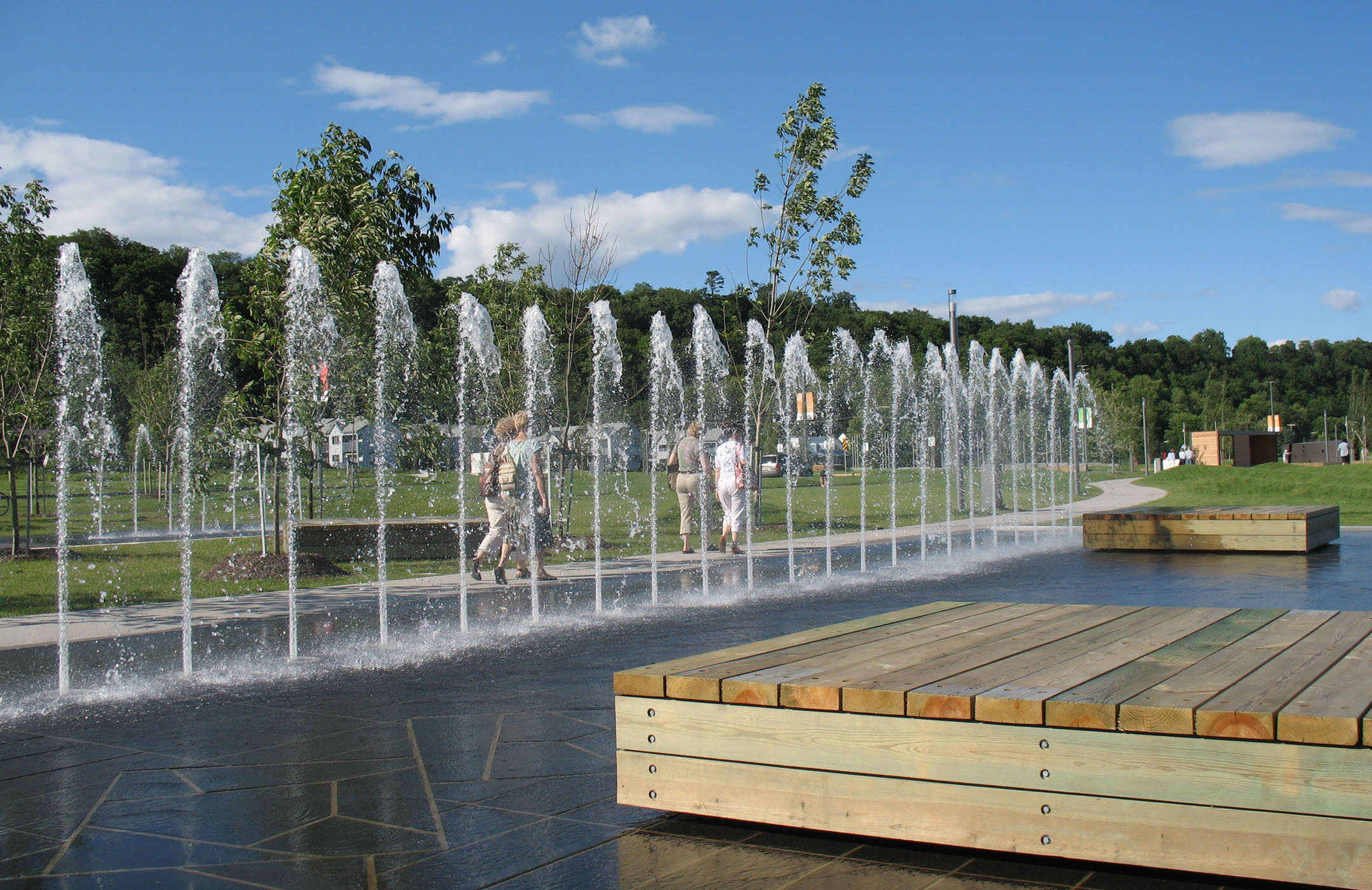
Promenade Samuel-De Champlain, Quai-des-Flots

Les réalisations de la Commission rassemblent un réseau de parcs et de boisés.
- Parc du Bois-de-Coulonge
- Domaine de Maizerets
- Place de l'Assemblée-Nationale
- Parc de la Francophonie
- Parc de l'Amérique-Française
- Parc de l'Amérique-Latine
- Parc des Moulins
- Parc du Cavalier-du-Moulin
- Cimetière de l'Hôpital-Général de Québec
- Boisé des Compagnons-de-Cartier
- Boisé de Marly
- Boisé de Tequenonday
- Promenade Samuel-De Champlain
- Chantier archéologique Cartier-Roberval

### Colline Parlementaire
Les interventions de la commission sur la colline Parlementaire comprennent :
- la Fontaine de Tourny
- la rue D'Auteuil
- le boisé-jardin
- le réaménagement des pelouses arrière de l'Hôtel du Parlement
- l'aménagement du secteur des glacis et des sentiers piétonniers
- la place de l'Assemblée-Nationale
- la promenade des Premiers-Ministres

### Voies d’accès
Les travaux de la Commission visant l'amélioration des voies d'accès ont notamment permis la requalification de la Grande Allée Est et le réaménagement de l'avenue Honoré-Mercier, tout en intégrant des haltes routières et une signalisation touristique appropriée.

### Mises en lumière

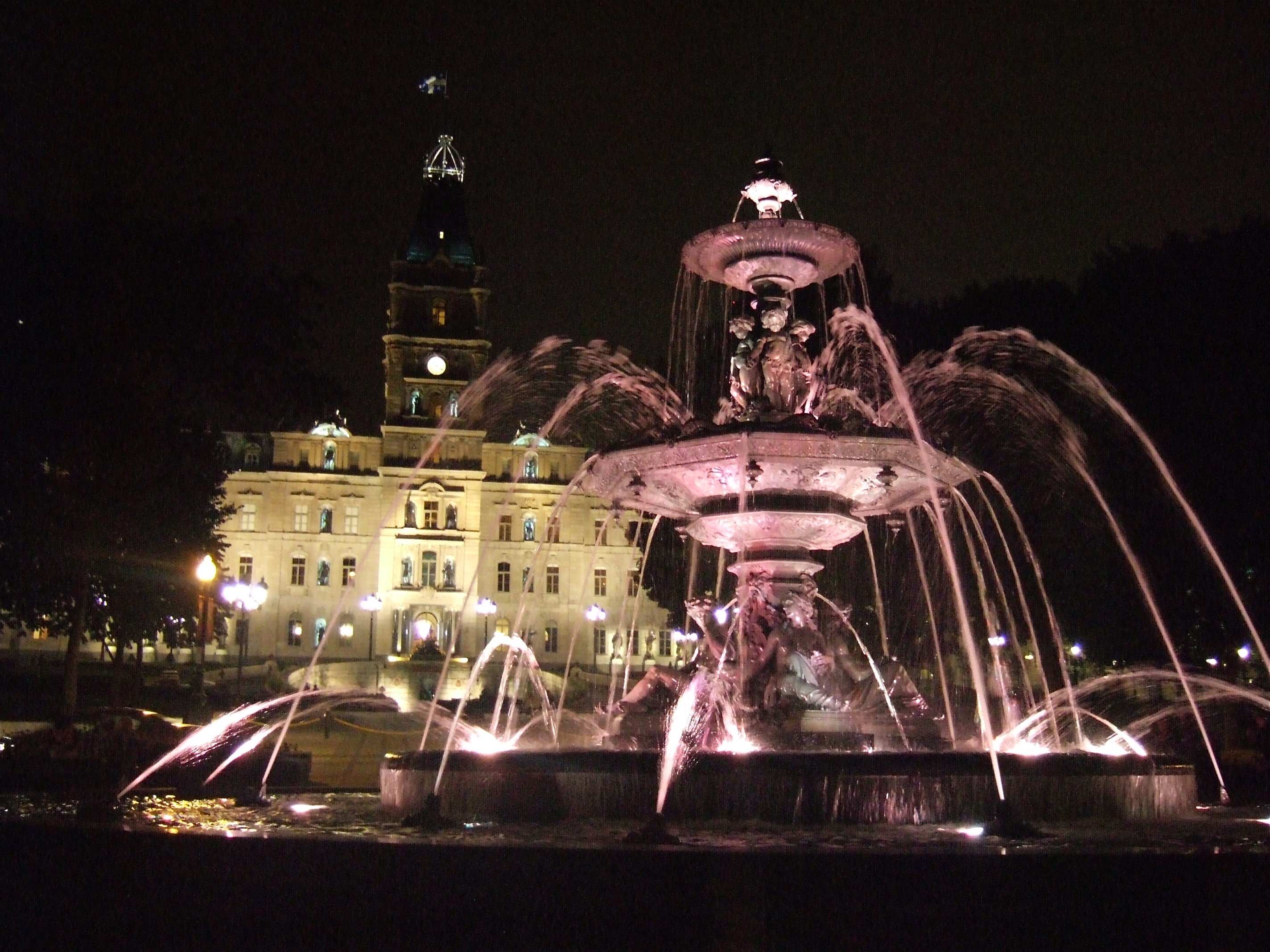
Fontaine de Tourny

Le Plan lumière pour la capitale élaborée par la commission date de 1998. Il s'agit d'un programme permettant de doter Québec d'attraits nouveaux, la nuit venue. Depuis, la Commission s'est associée à plusieurs partenaires pour la réalisation de diverses mises en lumière dont :
- les silos du Vieux-Port (support à la réalisation)
- l'église de Notre-Dame-des-Victoires
- l’édifice Price
- le parc de la Chute-Montmorency
- la cour du Séminaire de Québec
- l'église de Saint-Charles-Borromée
- l'église de Saint-Michel de Sillery
- l'église de Saint-Félix-de-Valois de Cap-Rouge
- la porte Saint-Jean et l'enceinte ouest des fortifications de Québec
- la porte Saint-Louis et les fortifications de Québec
- le Cap Diamant
- le Musée national des beaux-arts du Québec
- l'église de Notre-Dame-de-Foy
- l'hôtel Fairmont Le Château Frontenac
- l'Hôtel du Parlement et ses annexes
- l'église de Notre-Dame-de-la-Garde
- la fontaine de Tourny
- les éphémères de l'éclairage festif

### Monuments

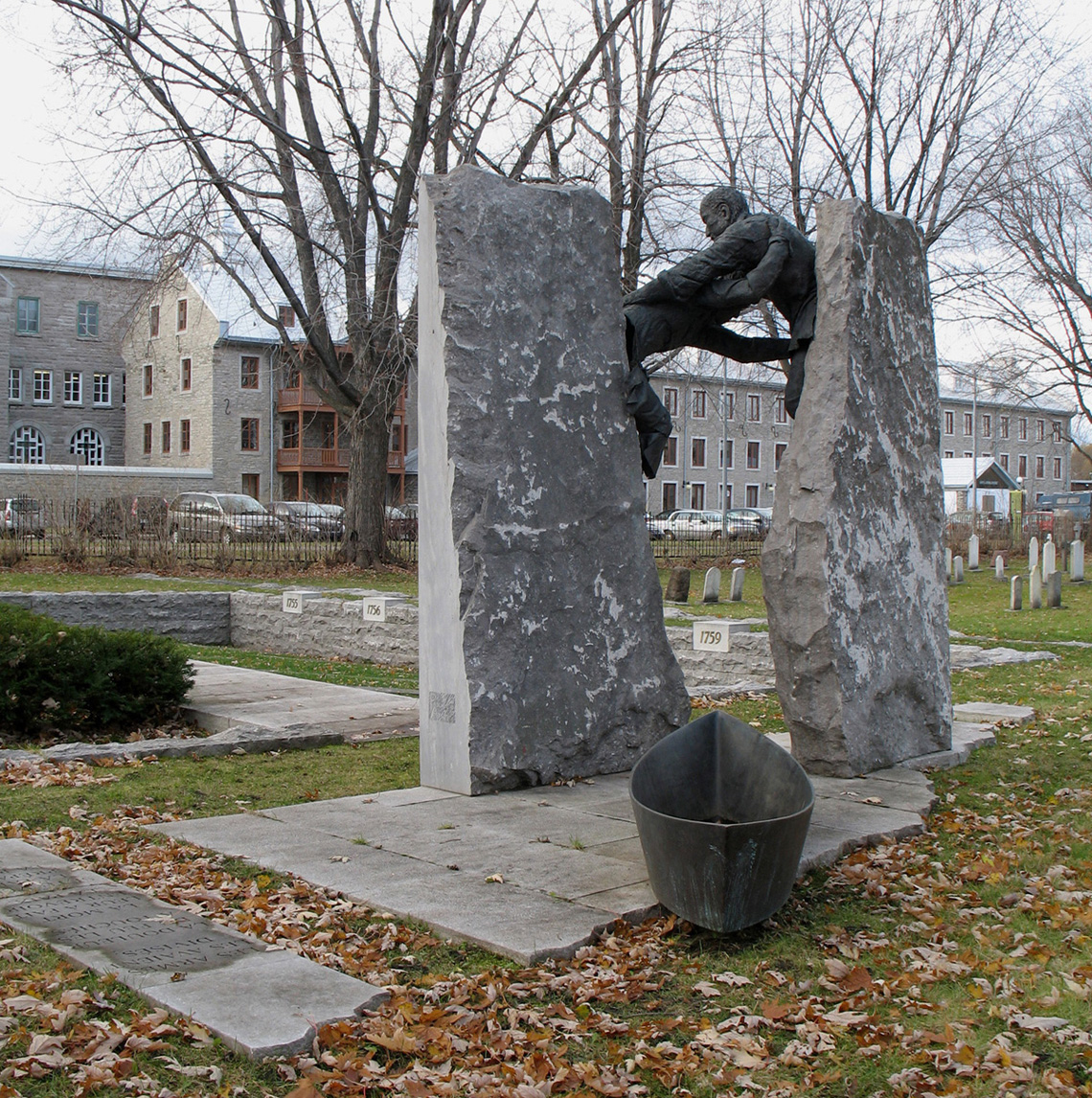
Mémorial de la guerre de Sept Ans, Cimetière de l'Hôpital-Général de Québec

La commission a installé des dizaines de monuments et de plaques afin de rendre hommage à des personnalités qui ont influencé le Québec et de souligner des événements qui ont marqué le rôle de la ville de Québec, ainsi que de gestes d'amitiés envers un pays étranger ou envers une ville jumelle de Québec. La majorité d'entre eux est érigée dans le secteur de la haute-ville de Québec.
- Acadiens
- Artigas, José Gervasio
- Baillairgé (monument en hommage aux)
- Bédard, Pierre-Stanislas
- Bolívar (Simón-Bolívar)
- Bourassa, Robert
- Chauveau, Pierre-Joseph-Olivier
- Communautés religieuses enseignantes
- Conférence parlementaire des Amériques
- Conférences de Québec
- Confucius
- Dante - Alighieri
- De Gaulle, Charles
- Desjardins, Alphonse-et-Dorimène
- Duplessis, Maurice
- Frères éducateurs
- Gagnon, Clarence
- Gandhi, Mohandas Karamchand
- Garneau, François-Xavier
- Godbout, Adélard
- Mémorial de la Guerre de Sept Ans
- Cimetière de l'Hôpital-Général de Québec
- Inuksuk
- Johnson, Daniel
- Komitas
- Krieghoff, Cornelius
- La Fontaine, Louis-Hippolyte
- Légaré, Joseph
- Lemieux, Jean Paul
- Lesage, Jean
- Lévesque, René
- Martí, José Julian
- Mercier, Honoré
- Montalvo, Juan
- Montcalm, Louis-Joseph (marquis de)
- Nelligan, Émile
- O'Higgins, Bernardo
- Papineau, Louis-Joseph
- Pellan, Alfred
- Pompiers de Québec (monument à la mémoire des pompiers de Québec morts en service)
- Pouchkine, Alexandre
- Richard, René
- Trai, Nguyên
- Walker, Horatio

### Plaques
- Belleau, Narcisse-Fortunat

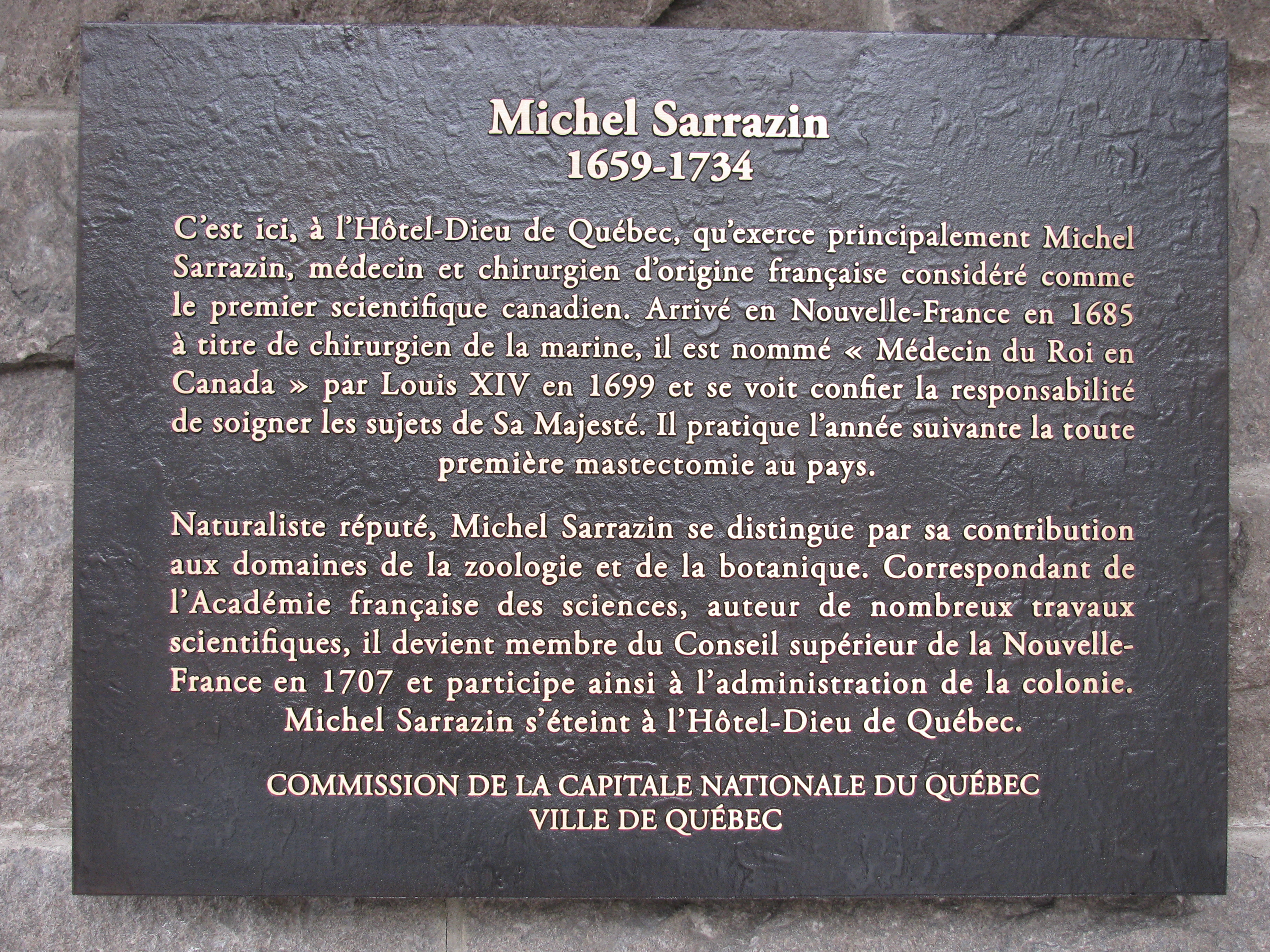
La plaque à Michel Sarrazin

- Deuxième centenaire de la Bibliothèque de l'Assemblée nationale du Québec
- De Champlain, Samuel
- Filles du Roy (les)
- Gagnon, Edmond
- Irlandais (aux)
- Marchand, Félix-Gabriel
- Miliciens de 1759 (honneur aux)
- Morin, Augustin-Norbert
- Ontario
- Parc de l'Amérique-Française
- Parc de l'Amérique-Latine
- Parc de la Francophonie
- Phillips, Samuel
- Place de la Gare (la)
- Sarrazin, Michel
- Sédar Senghor, Léopold
- Tribune de la presse
- Université Laval

### Œuvres d’art
Des œuvres d'art public sont installées dans des parcs de la commission et au sein de la ville de Québec.
- Carbon Sample (Niall Walsh)
- Celle qui a vu (Isa Courtois et Jean-Pierre Fontaine)
- Convergence (Jean-Pierre Morin)
- Hommage à Zadkine (Pierre-Paul Bertin et l'Atelier du bronze d'Inverness)
- Invitation au voyage (Maurice Savoie)
- La naissance d'un peuple (Clermont Gagnon)
- Là où la terre fait danser les mats (Yves Gendreau)
- La vie qui bat (Michel Saulnier)
- Latitude 51° 27' 50 - Longitude 57° 16' 12 (Pierre Bourgault)
- Le 3 juillet 1808 sur le Saint-Laurent (Suzanne Gravel)
- MÉTIS-SAGE (Daniel Haché)
- Plonger (Hélène Rochette)
- Prototype de « Éolienne V » (Charles Daudelin)
- Structures de vent (consortium Daoust Lestage, Williams Asselin Ackaoui, Option Aménagement)

### Fresques
La Commission a apporté son concours à la réalisation d'une quinzaine de fresques murales sur le territoire de l'agglomération de Québec.
- La Fresque de L'Ange-Gardien
- La Fresque de Sainte-Anne-de-Beaupré
- La Fresque de Beaupré
- La Fresque BMO de la capitale nationale du Québec
- La Fresque La cité idéale de Québec (située à Lyon, en France)
- La Fresque du peuple wendat
- La Fresque de la découverte du cap Rouge
- La Fresque Desjardins de Lévis
- La Fresque Desjardins de Beauport
- La Fresque du Centre Horizon
- La Fresque : Nous, le monde ordinaire
- La Fresque de la bibliothèque Gabrielle-Roy
- La Fresque de l'Hôtel-Dieu de Québec
- La Fresque du Petit-Champlain
- Les fresques des piliers
- La Fresque de la bibliothèque Lauréat-Vallière
- La Fresque des Québécois

### Publications
Au fil des ans, la Commission de la capitale nationale du Québec est devenue un joueur important de l’édition avec trois collections : La bibliothèque de la capitale nationale, Fleurdelisé et Documents, qui forment une bibliographie comprenant près d'une cinquantaine de titres. Les volumes de la commission participent ainsi à son mandat de connaissance de la capitale. Les plus récents sont :
- Jean Béliveau - La naissance d'un héros
- Québec, splendeurs capitales
- L'Expo, Plaisir et découvertes à Québec
- Les Violons du Roy, à la mesure d'un rêve
- Regard sur la Côte des Beaux Prés
- Murs mémoires, de Rhône-Alpes à Québec
- Nos champions, les arbres remarquables de la capitale
- Les Grands d'aujourd'hui racontent ceux d'hier (album souvenir)
- Québec, ville du patrimoine mondial
- Quatre siècles d'affaires
- Québec, la capitale romantique
- 6 Émissaires - Québec réinventée par la photographie actuelle
- Art sacré, actes créateurs

### Observatoire de la Capitale
Situé au sommet de l'édifice Marie-Guyart, au cœur de la ville historique et de la colline Parlementaire, l’Observatoire de la Capitale permet de saisir d'un seul coup d'œil près de 400 ans d'histoire et de développement de la capitale du Québec. Point de vue saisissant à 221 mètres d'altitude, l’Observatoire propose une multitude d’activités éducatives et culturelles. De plus, tout au long de l’année, des expositions thématiques viennent enrichir l’expérience du visiteur, offrant de surcroit une vue imprenable sur un paysage qui se transforme au gré des saisons. Au printemps 2011, l'Observatoire a subi une cure de jeunesse. Il propose dorénavant un retour dans le temps aux couleurs de 1965. On peut donc en apprendre davantage sur la façon dont la ville a été construite.
Pour en savoir plus sur les activités et services offerts par l’Observatoire, les personnes intéressées peuvent consulter http://www.observatoirecapitale.org

### Programme «Découvrir la capitale nationale»
Afin de faire découvrir la capitale aux citoyens de tout le Québec, la Commission a créé en 1995 le programme Découvrir la capitale nationale, qui propose des circuits pédestres guidés à caractère historique. Les circuits éducatifs proposés sont offerts aux groupes scolaires, lesquels peuvent bénéficier de subventions au transport scolaire, et aux groupes de visiteurs, associations ou autres. Les circuits sont adaptés à l'âge de la clientèle et, selon les cas, ont une durée d'une journée ou d'une demi-journée. Ils sont offerts en français ou en anglais.

### Autres activités culturelles
La Commission propose aussi des activités évoquant divers aspects de l'histoire de Québec, dont certaines font appel à la participation active du public. Différentes expositions gérées par la Commission permettent par ailleurs d'en connaître davantage sur l'histoire de Québec.
Différents circuits pédestres sont proposés. Souhaitant mettre en valeur les nombreuses fresques réalisées au fil des ans, trois circuits permettent de les admirer, que ce soit à pied, à vélo ou en auto. Il est également possible de visiter la colline Parlementaire à pied.

## Quelques projets
- Le mur mémoire Cartier-Roberval
- Le sentier des Grèves (prolongement de la promenade Samuel-De Champlain vers l'ouest)